# Église Saint-Jean-Baptiste de Saint-Julien
Pour les articles homonymes, voir Église Saint-Jean-Baptiste.
L'église Saint-Jean-Baptiste de Saint-Julien est une église de culte catholique érigée au début du XIIIe siècle à Saint-Julien, désormais intégré dans la commune nouvelle de Val Suran.

## Histoire
L'église est attestée dès 1227. Trois chapelles sont ajoutées aux XVIe et l'oratoire est érigé en 1786.
L'architecte Darme reconstruit le clocher au Modèle:XIX e et les chapelles sont restaurées. Vers 1900 les tuiles remplacent les laves sur la toiture. De 1968 à 1978 l'intérieur est restauré. 
L'église est d'abord inscrite  au titre des monuments historiques en 1979 à l’exclusion de son clocher. L’arrêté d'inscription sera remplacé le 5 août 2020 pour concerné la totalité du bâtiment.

## Architecture
L'église possède une statue équestre de Saint Julien et des vitraux datés de 1508, les plus anciens de Franche Comté, qui auraient été confectionnés par les maîtres verriers qui ont réalisé ceux de la cathédrale de Bourg.